# Bodo Sperling
Bodo Sperling (Hanau, Hessen, 6 de maig de 1952) és un artista i Inventeur.

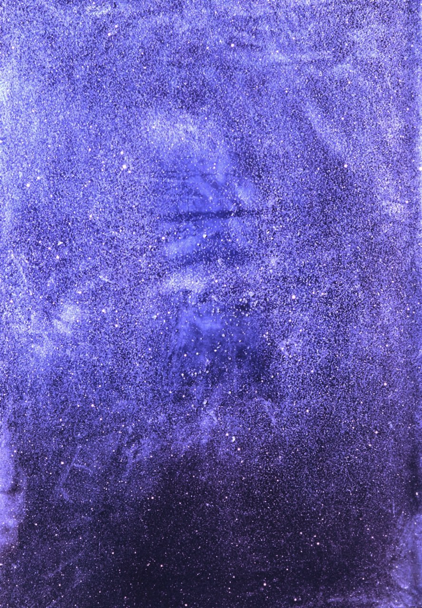
Crystal Object, Objectivism, 8°36'44" 49°43'33" 19:00h

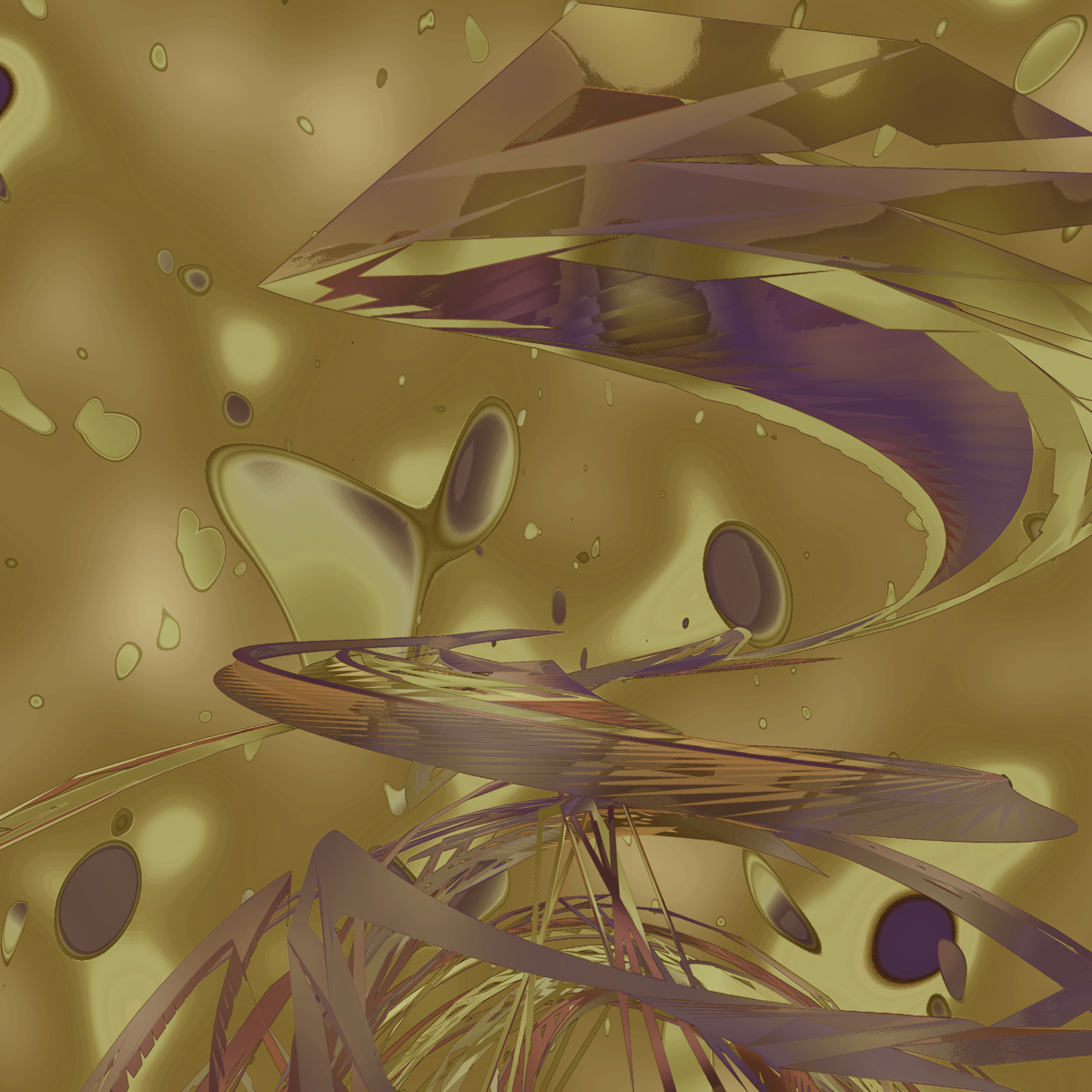
Bodo Sperling ROB 250200 Q7b 2009

## Vida
Bodo Sperling guanya els seus primers guanys venent els seus tableaux en els carrers i els Clubs d'Amsterdam. La seva presència gairebé diària ha Paradiso hi havia marcat per l'art al contacte d'artistes venint del món sencer. Després d'haver-hi aconseguit el seu examen d'entrada a l'acadèmia de les arts plàstiques de Frankfurt, decidir tanmateix d'inscriure's a la universitat de Tübingen per estudiar la història de l'art. Des de 1985 utilitza l'ordinador com eina de treball de presentació. Dues de les seves obres crees sobre ordinador a veure al museu de l'art nou de Karlsruhe. Bodo Sperling tracta principalment de l'estètica dels processos físics.